# Hermina Thau
Hermina Thau (ur. 1896 w Jarosławiu, zm. 1977 w Kanadzie) – polska artystka plastyk.

## Życiorys
Studiowała ceramikę, tkactwo i malarstwo w Akademii Sztuk Pięknych w Wiedniu, naukę kontynuowała w Düsseldorfie pod kierunkiem Richarda Langera. Następnie zamieszkała w Warszawie, gdzie uczęszczała na lekcje do prof. Zofii Gołąb. Po wybuchu II wojny światowej została uwięziona i zesłana do łagru, uwolniona w wyniku amnestii przedostała się na zachód, w 1944 dotarła do Kanady. W 1948 i w 1950 jej prace uczestniczyły w Canadian National Exhibitions, które odbywały się w Toronto. Utrzymywała się prowadząc wielokierunkową pracownię malarstwa i rzemiosła artystycznego, należała do Potters Clubu. W 1956 wystawiała swoje prac w metalu podczas Międzynarodowych Targach w Montrealu. 